# JFK (1991.)
JFK je američki politički triler iz 1991. kojeg je režirao Oliver Stone, a napisali Stone i Zachary Sklar na temelju dvije knjige - On the Trail of the Assassins, koju je napisao Jim Garrison, te dijelom i Crossfire: The Plot That Killed Kennedy koju je napisao Jim Marrs. Glavne uloge tumače Kevin Costner, Kevin Bacon, Tommy Lee Jones, Laurie Metcalf, Gary Oldman, Michael Rooker, Jay O. Sanders, Sissy Spacek, Jack Lemmon i John Candy. Radnja se odvija oko javnog tužitelja iz New Orleansa Jima Garrisona koji je posumnjao u službenu verziju atentata na Johna F. Kennedyja te nakon opsežnih istraga i izjava očevidaca pokrenuo sudski spor protiv stanovitog Claya Shawa zbog navodnog sudjelovanja u zavjeri u ubojstvu američkog predsjednika. 
Stone je snimio film kao svojevrsnu kritiku zaključka Warrenove komisije koja je, po njemu,  ukazivala na razne nedosljednosti i nelogičnosti kada je krivicu svalila isključivo na Leeja Harveya Oswalda. Prilikom premijere, JFK je pobrao pohvalne kritike te je nominiran za nekoliko nagrada, od kojih je neke i osvojio, ali je izazvao i kontroverze jer su razni analitičari optuživali Stonea za povijesne netočnosti ili izmišljotine, te da je zapao u polje teorija zavjere. Film je zaradio 70,41 milijuna USD u američkim kinima, čime je bio 17. najkomercijalniji film 1991., dok ga je kritičar Roger Ebert prozvao desetim najboljim filmom 1990-ih.

## Radnja
22. studenog 1963. u Dallasu se odigrao atentat na Johna F. Kennedyja, nakon kojeg je taj predsjednik preminuo od posljedica ranjavanja hicima. Amerika i svijet su šokirani, ali američke vlasti ubrzo objavljuju da su uhvatili atentatora i da se zove Lee Harvey Oswald. Međutim, i prije pokretanja istrage, Oswalda je već 24. studenog ubio stanoviti Jack Ruby. U New Orleansu, prijenos atentata na TV-u je pratio i javni tužioc Jim Garrison, koji isprva vjeruje u službenu priču vlade, ali ipak odluči malo pobliže istražiti događaj. Garrison smatra da Warrenova komisija iznosi nelogične zaključke te da Oswald ili nije bio jedini atentator ili da uopće ni nije bio kriv. Tu je muška prostitutka Willie O'Keefe, koji tvrdi da je pilot David Ferrie raspravljao o puču u SAD-u, te da je imao aferu s čovjekom zvanim "Clay Bertrand". Jean Hill, učiteljica koja je svjedočila o pucnjavi na predsjednika iz jednog grma, tvrdi da joj je tajna služba zaprijetila da promijeni iskaz da su tri pucnja došli iz zgrade javne knjižnice. Garrisonovo osoblje pokuša s te zgrade praznom puškom ciljati na mjesto ubojstva, ali zaključuje da je Oswald bio prespor da ispali tri pucnja tako brzo, čime se razvija sumnja u teoriju jednog metka. Također se otkriva da je Oswald jedno vrijeme živio u SSSR-u.
Garrison ima sastanak sa stanovitim političkim insiderom u Washingtonu, znanim samo kao gospodin X, koji mu sugerira da je atentat plod zavjere nekoliko organizacija - CIA, mafija, vojno-industrijski kompleks, FBI, potpredsjednik Lyndon B. Johnson - jer je Kennedy bio protiv Vijetnamskog rata te želio ukinuti CIA. Prije odlaska, X savjetuje Garrisonu da istraži biznismena Claya Shawa zbog sudjelovanja u ubojstvu. Prilikom ispitivanja, Shaw niječe da se sastao s Ferrijem, O'Keefom ili Oswaldom. Garrisonovo istraživanja uzima danak na njegov privatni život, jer zanemaruje suprugu i dvoje djece, dok ga mediji napadaju zbog njegovih metoda istraživanja ili trošenja novca poreznih obveznika. Ferrie, koji je trebao svjedočiti na sudu, je ubijen pod tajnovitim okolnostima. Ipak, Garrison 1969. optuži i dovede Clayja Shawa na sud zbog sudjelovanja u atentatu na Kennedyja. Zbog manjka dokaza i svjedoka, Shaw je oslobođen, ali je Garrison ipak ponosno napustio sudnicu zbog zaključka da je dao sve od sebe te ukazao javnosti na nekoliko nelogičnosti u službenoj verziji atentata.

## Glavne uloge
- Kevin Costner - Jim Garrison. Drugi kandidati za ulogu bili su i Mel Gibson i Harrison Ford
- Tommy Lee Jones - Clay Shaw / Clay Bertrand
- Joe Pesci - David Ferrie. Drugi kandidati za ulogu bili su i James Woods, Willem Dafoe i John Malkovich
- Laurie Metcalf. pomoćnica javnog tužitelja Susie Cox
- Gary Oldman - Lee Harvey Oswald
- Michael Rooker - javni tužitelj Bill Broussard
- Jay O. Sanders - Lou Ivon
- Sissy Spacek - Liz Garrison, supruga
- Beata Poźniak - Marina Oswald
- Kevin Bacon - Willie O'Keefe
- Jack Lemmon - Jack Martin
- Walter Matthau - Russell B. Long
- Donald Sutherland - X
- Edward Asner - Guy Banister
- Brian Doyle-Murray - Jack Ruby
- John Candy - Dean Andrews Jr.
- Sally Kirkland - Rose Cheramie
- Wayne Knight - Numa Bertel
- Vincent D'Onofrio - Bill Newman

## Nagrade
JFK je osvojio dva Oscara - za najbolju fotografiju i montažu - a nominiran je za još šest kategorija: za najbolji film, redatelja (Oliver Stone), sporednog glumca (Tommy Lee Jones), glazbu (John Williams), zvuk i adaptirani scenarij (Stone i Zachary Sklar).
Osvojio je i Zlatni globus - za najbolju režiju (Stone) - a nominiran je za još tri kategorije: najbolji film – drama, glavnog glumca (Kevin Costner) i scenarij.
Osvojio je i dvije nagrade BAFTA - najbolja montaža i zvuk - a nominiran je i za najboljeg sporednog glumca (Lee Jones) i scenarij.

## Kritike
| „              | Znate li vi ikoga tko vjeruje da je Lee Harvey Oswald djelovao sam prilikom ubijanja Kennedyja? Ja ne. Čitao sam knjige i članke zadnjih 25 godina, i nisam našao nijednu uvjerljivu obranu izvještaja Warrenove komisije, koja je došla do tog udobnog zaključka. Nemoguće je vjerovati tom izvještaju jer fizički dokazi ukazuju na nešto drugo: jedan čovjek s puškom nije fizički mogao uzrokovati ono što se dogodilo 22. studenog 1963. u Dallasu. Ako to nije mogao jedan čovjek, onda su morala najmanje dva. Dakle, bilo je zavjere... Važno je naglasiti da u JFK-u Stone nije povjerovao svim Garrisonovim teorijama, te doista izmjenjuje povijest kako bi Garrisonu dao materijal koji on nije mogao nabaviti tijekom tog vremena. On koristi Garrisona kao simbolično središte filma... Stoneov film je hipnotički gledljiv. Čak i ako se zanemari drama i emocije, to je remek-djelo filmskog postrojenja. Pisanje, montaža, glazba, fotografija, sve se koristi u filmu ogromne složenosti, kako bi se obuhvatio uvjerljiv tapet oko nadmoćne planine dokaza i svjedočenja. Filmski studenti će istraživati ovaj film i pitati se narednih godina, zadivljeni kako puno informacija sadrži, kako puno likova, kako puno prirodnih flashbackova, te kako vješto spaja dokumentarne i fiktivne snimke. Film traje 188 minuta i ima more informacija i pretpostavki, a nikada se ne doima dosadnim i nikada ne zbunjuje. | ” |
| — Roger Ebert, | |   |

| „                 | Stoneov JFK je vraški predano obavljen posao. Riječ je o izrazito dinamičnom filmu, u kojem Stone dokumentarne 8-milimetarske snimke Abrahama Zaprudera miješa s igranim kadrovima... Oliver Stone je redatelj snažnih i dojmljivih vizualnih zahvata, ali se u ovom slučaju podosta oslanja na predznanje o određenim situacijama i imenima iz stvarnosti, što JFK stavlja u poziciju više izvanfilmskog negoli primarno filmskog fenomena. Tako oni koji nemaju pojma tko su i što predstavljaju, recimo, David Ferrie (odlični Joe Pesci), Clay Shaw, Willie O'Keefe ili Jack Martin imaju dosta problema da pohvataju sve konce u gomili slikovitih likova i njihovih iskaza istražitelju Garrisonu. | ” |
| — Arsen Oremović, | |   |

## Vanjske poveznice
- JFK na Box Office Mojo
- JFK na Rotten Tomatoes
- JFK (motion picture): A Selective Bibliography of Materials in the UC Berkeley Library
- The JFK 100: 100 grešaka u filmu Stonea, autor: Dave Reitzes